# شهرستان پرل ریور (میسیسیپی)
شهرستان پرل ریور، میسیسیپی (به انگلیسی: Pearl River County, Mississippi) یک سکونتگاه مسکونی در ایالات متحده آمریکا است که در ایالت میسیسیپی واقع شده‌است.